# Robert Charpentier
Robert Charpentier (4 de abril de 1916 — 28 de outubro de 1966) foi um ciclista francês que conquistou três medalhas de ouro nos Jogos Olímpicos de Verão de 1936. Se tornou profissional em 1937 e competiu no Tour de France 1947.